# Miss Piauí 2013
Miss Piauí 2013 foi a 55ª edição do tradicional concurso de beleza feminino que escolhe a melhor representante piauiense no concurso nacional de Miss Brasil 2013. Participaram da disputa cerca de onze (11) candidatas, tendo como atração principal o Balé Municipal de Teresina. A eleita no ano anterior, a teresinense Jéssica Eberhart, não coroou sua sucessora ao título no final do evento pois o coordenador local, Nelito Marques, barrou sua participação do concurso deste ano. Fato este que tomou algumas proporções em redes sociais, provocando o desabafado da ex-miss sobre a organização por trás do evento. O concurso ocorreu no prestigiado Teatro Quatro de Setembro e teve como vitoriosa a miss Castelo do Piauí, Nathálya Rakel de Oliveira Araújo.

## Resultados

### Colocações
| Posição   | Cidade e Candidata                   |
| Vencedora | - Castelo do Piauí - Nathálya Araújo |
| 2º. Lugar | - Parnaíba - Natasha Rodrigues       |
| 3º. Lugar | - Floriano - Grazielle Moura         |
| 4º. Lugar | - Picos - Katiwsy Oliveira           |
| 5º. Lugar | - Monsenhor Gil - Polhyana Sotero    |

### Prêmio Especial
O prêmio distribuído pelo concurso neste ano:
| Prêmio        | Município e Candidata                |
| Miss Simpatia | - Castelo do Piauí - Nathálya Araújo |

## O Concurso

### Polêmica
O concurso estadual não teve transmissão televisiva, pois houve a uma proibição imposta pela Rede Bandeirantes e sua empresa de eventos, a Enter, à TV Cidade Verde (Teresina) (filiada do SBT e afiliada da Band entre 1986  - como TV Pioneira -  e 2000  - já com a atual denominação). Simone Castro e César Filho comandaram o evento, reduzido pela Cidade Verde a uma reportagem de dois minutos e meio para veiculação em seus telejornais locais. A não transmissão resultou em uma exclusão do prestigiado concurso estadual perante a sociedade piauiense.

### Projeto Social
Em seu vigésimo segundo e último ano como coordenador do estado, Nelito Marques adotou uma prática nobre. Toda a renda da venda de ingressos do evento estadual foi destinada a Fundação Maria Carvalho Santos. O dinheiro será usado para a compra de uma droga (chamada Tamoxifeno) muito importante no tratamento do câncer de mama.

## Candidatas
Disputaram o título este ano:
- Altos - Leisa Linhares
- Barro Duro - Joana Borges [8]
- Castelo do Piauí - Nathálya Araújo
- Floriano - Grazielle Moura [9]
- José de Freitas - Nycolle Sousa
- Miguel Alves - Marcyjane Nery
- Monsenhor Gil - Polhyana Sotero
- Parnaíba - Natasha Rodrigues
- Picos - Katiwsy Oliveira
- Santa Cruz - Soane Alves
- Teresina - Aline Machado

## Histórico

### Desistências
- Gilbués - Jéssyca Braga
- União - Brenda Araújo

### Troca
- Picos - Yslla Araújo ► Katiwsy Oliveira.

## Crossovers
Candidatas em outros concursos:

### Top Model
Elite Model Look
- 2009: Castelo do Piauí - Nathalya Araújo [10]
  - (Representando o Brasil em Sanya, na China)